# FC Nosta Novotroitsk
El FC Nosta Novotroitsk (del ruso: ФК «Носта» Новотроицк) es un club de fútbol ruso de la ciudad de Novotroitsk, fundado en 1991. El club disputa sus partidos como local en el estadio Metallurg y juega en la Segunda División de Rusia, el tercer nivel en el sistema de ligas ruso.

## Historia
El club fue fundado en 1991 como Metallurg Novotroitsk y adquirió su nombre actual en 1994. El club terminó 16º en la Primera División de Rusia en 2009 y fue relegado a la Segunda División rusa. A principios de 2010 se anunció que el club se disolvía por falta de financiación. Sin embargo, en febrero de 2010, llegó el nuevo patrocinio y el club siguió jugando.

## Jugadores
Actualizado al 4 de septiembre de 2012, según official RFS (enlace roto disponible en Internet Archive; véase el historial, la primera versión y la última)..